# Брейден, Вик
Виктор Кеннет (Вик) Брейден (англ. Victor Kenneth 'Vic' Braden; 2 августа 1929, Монро, Мичиган — 6 октября 2014, Трабуко-Каньон, Калифорния) — американский профессиональный теннисист и теннисный тренер. Брейден, основатель Теннисного колледжа в Калифорнии, ментор первой ракетки мира Трэйси Остин, разработчик прогрессивных методов обучения теннису с применением психологического анализа и автор около десятка книг, был известен в середине 1970-х годов как самый высокооплачиваемый теннисный тренер в мире. В 2017 году его имя посмертно было включено в списки Международного зала теннисной славы.

## Ранние годы
Вик Брейден родился в 1929 году в Мичигане в многодетной семье. Его отец работал в ночную смену на бумажной фабрике, и семья с трудом сводила концы с концами, и Вик, мечтавший о карьере железнодорожника, вносил свой вклад в семейный бюджет, чистя туфли на улицах. Мальчик рос спортивным и играл в школе в баскетбол, бейсбол и американский футбол, не обращая внимания на теннис как спорт для «богатеньких деток».
Всё изменилось, когда в 13 лет Вика поймали на краже теннисных мячей из местного теннисного центра. Директор центра поставил мальчику ультиматум: отправиться за решётку или начать учиться игре в теннис. Вик быстро освоил новую игру и уже в старших классах дважды выиграл чемпионат штата Мичиган в одиночном разряде, впоследствии став первым игроком в истории штата, который стал чемпионом трижды. Поступив в колледж Каламазу (Мичиган), Вик стал там капитаном вузовской теннисной сборной и выиграл чемпионат лиги в одиночном разряде; впоследствии он был включён в зал спортивной славы колледжа.
По окончании колледжа в 1951 году Брейден присоединился к профессиональному теннисному туру Джека Креймера. В годы, когда число профессиональных теннисистов было невелико, в туре участвовали, как вспоминал сам Брейден, шесть звёзд и шесть «осликов», задача которых заключалась в том, чтобы проигрывать звёздам. Он относился к «осликам», и его класс игры, несмотря на попытки учиться у Панчо Гонсалеса и других знаменитостей, никогда не приближался к их собственному. Брейден оставался в составе гастрольной команды Креймера до 1955 года, одновременно тренируя баскетбольную и теннисную сборные Университета Толедо (Огайо). После этого он перебрался в Калифорнию, где преподавал в школе и учился в университете штата Калифорния в Лос-Анджелесе, окончив его со степенью магистра педагогической психологии.

## Тренерская карьера
Намерения продолжить образование и получить докторскую степень в университете Южной Калифорнии остались несбывшимися: Брейден принял предложение Джека Креймера стать вначале промоутером его теннисного тура, а затем, с 1965 года, тренером в его новом теннисном клубе. В клубе Креймера Вик стал, в частности, первым тренером будущей первой ракетки мира Трэйси Остин, которая занималась у него с двухлетнего возраста. В 1971 (по другим данным, в 1974) году он открыл собственную теннисную школу — или, как он сам её назвал, Теннисный колледж Вика Брейдена — в калифорнийской коммуне Кото-де-Каса.
Новаторские тренерские методы Брейдена, который использовал в своей работе знание психологии и биомеханики и применял новейшие записывающие и вычислительные технологии для анализа тонкостей игры, обеспечили ему успех. Его телевизионное шоу, посвящённое обучению теннисной игре, показывали 238 телеканалов. Он написал восемь книг, читал лекции во всех штатах США, давал уроки в Швейцарии, Германии, Испании и Китае, филиалы его колледжа открылись во Флориде и Юте. Брейден в шутку говорил, что у любого, кто не проносит стаканчик с мороженым мимо рта, хорошие шансы преуспеть в теннисе. Он также убеждённо заявлял, что если ему дадут восемь приличных 13-летних игроков («я не говорю о великих спортсменах»), к 18 годам каждый из них дойдёт до четвертьфинала на Уимблдоне. Джек Креймер называл его «теннисным тренером номер один в мире», а журнал Sports Illustrated в 1976 году — самым высокооплачиваемым теннисным тренером в мире. Последнее не мешало Брейдену проявлять альтруизм — он часто не брал денег за уроки с детей, учил играть в теннис инвалидов на колясках и даже слепых, разработав для них систему звуковых сигналов, позволяющих определить, где находится мяч.
Методика преподавания Брейдена воспринималась как универсальная, не ограниченная только теннисом. В 1980-е годы он открыл горнолыжную школу в Колорадо, где преподавание основывалось на тех же принципах, что и теннисное — это начинание оказалось настолько успешным, что журнал Ski назвал эту школу в 1989 году лучшей в США. Брейдена также приглашали для анализа техники бейсбольных подач, ударов в гольфе и бадминтоне и даже скрипичной игры.
Вик Брейден умер в Калифорнии в октябре 2014 года в возрасте 85 лет от сердечной недостаточности, оставив после себя вторую жену Мелоди, дочь от первого брака и троих приёмных детей. Он завещал своё тело Калифорнийскому университету для научных целей. В 2017 году имя Вика Брейдена было включено в списки Международного зала теннисной славы.